# Génération X
Ne doit pas être confondu avec Xennials.
Pour les articles homonymes, voir Generation X.

Chronologie des générations dans le monde occidental.

La génération X désigne, selon la classification de William Strauss et Neil Howe, le groupe des Occidentaux nés entre 1965 et 1976. D'autres spécialistes la définissent par la période 1961-1981 ou 1962-1971 (compromis entre les définitions d'Olazabal, 2009 ; Hamel, 2003 et 2009 ; Allain, 2008 ; Foot, 1999 et Coupland, 1991). Cette génération est intercalée entre celle des babyboomeurs et la génération Y.
L'expression « génération X » a d’abord été utilisée en démographie, puis en sociologie, et en marketing. Elle est surtout largement utilisée dans la culture populaire.

## Origines
La génération X était, à l’origine, connue sous le nom de génération « Baby Bust », en raison du faible taux de natalité par comparaison à la période du babyboom. Ce n'est que plus tard que le terme génération X a été adopté.
Il a d'abord été utilisé au Royaume-Uni en 1965 par Jane Deverson et Charles Hamblett. L’éditeur de la revue Woman's Own avait demandé à Deverson de réaliser une série d’entretiens avec des adolescents. L’exercice avait révélé une génération « qui couche ensemble avant le mariage, qui ne croit pas en Dieu, qui n’aime pas la Reine et qui ne respecte pas ses parents ». Ces résultats avaient été jugés inacceptables par le magazine parce qu’il s’agissait d’un phénomène nouveau. Pour tenter de sauver sa recherche, Deverson a travaillé avec un correspondant à Hollywood pour écrire un livre sur sa recherche. Hamblett décidait de la nommer génération X. Le X vient de l'algèbre : la Génération X était considérée comme trop différente, donc Inconnue, à découvrir.
Cette génération est parfois désignée comme la « bof génération » ou « génération MTV ».

## Description
Plusieurs choses caractérisent cette génération. D’abord, elle se situe dans un moment de déclin social, mais aussi de mondialisation de l'économie et de déclin de l’impérialisme colonial. 
Elle arrive juste après les babyboomers (environ 1945-1960), bien que se superposant pour partie aux Trente Glorieuses qui désignent une période de forte et rapide croissance économique (et d'augmentation du niveau de vie) dans la majorité des pays développés de 1945 aux premiers chocs pétroliers des années 1970. Cette génération a été parmi les plus sévèrement touchées par les mutations économiques et sociales des années 1980 et des années 1990 ou encore de 1965-1984 où il a été plus difficile de trouver des emplois stables et bien rémunérés, alors que la valeur des diplômes semblait régulièrement diminuer. Dans le même temps, la pollution et la dégradation de l'environnement devenaient manifestes (des grandes marées noires aux accidents nucléaires). Des formes nouvelles de précarité générationnelle lui sont spécifiques : selon Charles Fleury, professeur de sociologie à l'université Laval (Canada), les membres de cette génération X ont été « plus susceptibles de connaître un parcours professionnel en dents de scie et de jouir de conditions de travail moins avantageuses que leurs prédécesseurs » ; tout particulièrement dans certains pays et dans certaines régions du monde, par exemple en Europe du Sud, comme c'est le cas bien documenté des mileuristas espagnols, ainsi que l'analyse le sociologue Louis Chauvel.
Au Québec, une partie de cette génération a développé une certaine amertume, parfois exprimée sous forme d'agressivité envers les valeurs de la génération précédente par des stations radiophoniques telles Radio X et des livres. Cette génération a tenté de se construire une identité politique, notamment au travers de la dénonciation des clauses « orphelin » dont elle fut victime. Au début des années 1990, de grands médias comme Radio-Canada présentent des documentaires sur cette génération ; génération qui peine à accéder au marché du travail, au point qu'on parle parfois de « génération sacrifiée » ou dont une grande partie des membres semblent condamnés à la précarité de l'emploi bien que le PIB mondial n'ait cessé d'augmenter,. Hamel parle d'une génération perdue, après la génération gâtée du babyboom.
Du point de vue socioculturel, la musique et la télévision jouent un rôle important, avant l'explosion du numérique et de l'internet qui marquera la génération suivante (génération Y).

## La «13egénération»
Dans le livre Generations (1991), William Strauss et Neil Howe nomment cette génération « 13e génération » parce que c’est la treizième à connaître le drapeau américain. Strauss et Howe définissent cette génération comme celle née entre 1961 et 1981. Ils affirment que cette génération est influencée (dans le contexte américain de Strauss et Howe) par :
- la désaffection envers la gouvernance avec un manque de confiance dans le leadership et particulièrement dans les institutions ;
- l'augmentation des divorces ;
- l'augmentation du nombre de femmes sur le marché du travail ;
- un mouvement de frein à l’augmentation exponentielle de la population ;
- la disponibilité de la pilule contraceptive ;
- les devil-child films[15] (des films d'horreur où des enfants jouent le rôle des « méchants ») ;
- le développement de l'éducation divergente ;
- l'accès à l'éducation rendue difficile par l'augmentation du prix des écoles ;
- la fin de la guerre froide.

Selon la classification de Strauss et Howe, cette génération est nomade, ce qui explique le goût de l'aventure, le cynisme et la contre-culture qui s'opposent aux babyboomers. La génération X semble avoir été supplantée dans l'intérêt des entreprises par la génération Y et peut être parfois présentée comme son adversaire.
Cette génération est aussi marquée par de nombreux progrès techniques ayant eu lieu durant la fin du XXe siècle, de la conquête spatiale aux prémices de l'internet. D'après eux, rien n'est impossible, il suffit qu'on y mette le temps et les efforts. Mais elle constate aussi les premiers effets planétaires visibles de la surexploitation des ressources naturelles et du développement non-durable.

## La «génération X» dans la culture
Le terme a été d’abord utilisé dans la culture populaire à la fin des années 1970 par le groupe punk rock britannique Generation X. Il fut ensuite utilisé dans le titre d'un roman de Douglas Coupland, Generation X : Tales for an Accelerated Culture (1991), qui dépeint l’anxiété des gens nés entre 1960-1965, qui n’étaient pas connectés avec la génération précédente. Coupland utilise le X pour référer à l’anonymat d’une génération consciente de son éclatement mais dont les émotions sont obscurcies par les babyboomers. Coupland avait pris le X du livre Class (1983) de Paul Fussell qui l’utilisait comme Catégorie X, désignant une classe de la hiérarchie de la société américaine : « Dans son chapitre final, Fussel nomme une catégorie de gens X qui veulent sortir de la roue statut-argent-ascension sociale qui caractérise l'existence moderne. »
The Cure, Depeche Mode et d'autres groupes new wave, punk, punk hardcore, post-punk et rock alternatif, comme New Order, Dead Kennedys et Bérurier Noir ont forgé l'ambiance culturelle de l'époque. Le grunge est souvent identifié comme le genre musical caractéristique de cette génération, et le groupe Nirvana est souvent considéré comme le révélateur de ce mouvement. En 1997, le groupe hardcore Vision of Disorder a consacré un hymne, Suffer, à cette génération.